# 다나카 하야테
다나카 하야테(일본어: 田中 颯, 1999년 6월 10일~)는 일본의 축구 선수이다.

## 구단 경력
그는 2022년 J2리그의 도쿠시마 보르티스에 입단했다.